# Lycée Tsarévitch-Nicolas
 (avril 2018).
Si vous disposez d'ouvrages ou d'articles de référence ou si vous connaissez des sites web de qualité traitant du thème abordé ici, merci de compléter l'article en donnant les références utiles à sa vérifiabilité et en les liant à la section « Notes et références ».
Le lycée impérial Tsarévitch-Nicolas (Императорский лицей в память Цесаревича Николая), ou non officiellement lycée Katkov (Катковский лицей) est un ancien établissement d'enseignement du temps de la Russie impériale situé à Moscou, 53 rue Ostojenka. Il abrite aujourd'hui le bâtiment de l'Académie diplomatique du ministère des Affaires étrangères de la fédération de Russie.

## Historique
Le lycée a été financé sur les fonds propres de l'écrivain Mikhaïl Katkov et de son fidèle collaborateur, le professeur Leontiev (environ dix mille roubles), qui décident de la fondation d'un établissement d'enseignement classique. D'autres personnalités versent des sommes importantes comme S. S. Poliakov (quarante mille roubles), Paul von Derwies (vingt mille roubles en 1869), ainsi que des entrepreneurs moscovites. Plus tard, le lycée reçoit des subsides de l'État, et en 1872, il devient officiellement établissement d'État.
Le lycée ouvre le 13 janvier 1868. Il est baptisé du nom du fils aîné d'Alexandre II, le tsarévitch Nicolas qui venait de mourir de tuberculose dans le Midi de la France.
Il comportait huit classes secondaires et trois classes post-baccalauréat préparant au droit, aux mathématiques et à la physique, ainsi qu'aux lettres. Par rapport aux lycées classiques de l'époque le programme était plus développé en qui concerne les lettres classiques avec études renforcées du latin et du grec. Les enseignants étaient d'éminents spécialistes des lettres classiques, comme entre 1875 et 1881 Rudolph Westphal (1826-1892).
En 1890, le lycée impérial Tsarévitch-Nicolas propose un programme complet d'enseignement secondaire préparant aux examens d'entrée à l'université et permettant aussi une formation de futurs professeurs de lycée. Le 26 avril 1906, les classes post-baccalauréat sont temporairement organisées sous l'administration de la faculté de droit avec quatre cours.
Après la révolution de février 1917, le lycée Katkov devient une école supérieure de droit. En 1918, le commissariat du Peuple à l'éducation de la Russie soviétique s'y installe, puis un institut de relations extérieures et ensuite, jusqu'à aujourd'hui l'académie diplomatique du ministère des Affaires étrangères.

## Directeurs
- 1868—1875 — Pavel Leontiev
- 1875—1887 — Mikhaïl Katkov
- 1887—1893 — Constantin Stanichev
- 1894—1896 — Vladimir Gringmut
- 1896—1908 — Lev Gueorguievski
- 1908—1910 — Léon Casso
- 1910—1915 — Alexeï Gouliaev
- 1916—1917 — Alexandre Filippov

## Élèves notables

### Hauts fonctionnaires et hommes politiques
- Alexandre Alekine, membre de la Douma.
- Vladimir Andreïevski, membre du Conseil d'État.
- Alexandre Voljine, Ober-prokuror du Saint-Synode.
- Lev Gueorguievski, directeur du lycée, sénateur, membre du conseil d'État.
- Fiodor Golovine, un des fondateurs du parti KD, président de la IIe Douma.
- Ivan Kanchine, membre de la IVe  Douma.
- Sergueï Kindiakov, membre de la IIIe Douma.
- Grigori Kristi, gouverneur d'Oriol et de Moscou, sénateur.
- Prince Alexeï Lobanov-Rostovski, membre du conseil d'État, président du conseil de l'Assemblée russe.

### Militaires
- Viktor Gavrilov, général, chef de l'académie militaire Nicolas.
- Pavel Katkov, général, fils de Mikhaïl Katkov.
- Comte Grigori von Nostitz, agent en France pendant la Première Guerre mondiale.
- Prince Alexeï Orlov, général.
- Boris Petrovo-Solovovo, commandant de la Garde impériale du régiment des hussards de Sa Majesté, général à l'état-major général.
- Comte Nikolaï Tatichtchev, colonel au régiment Préobrajenski, précepteur des princes Ioann et Gabriel de Russie.
- Comte Andreï Chouvalov, général, héros de la guerre russo-japonaise.

### Entrepreneurs
- Mikhaïl Bardyguine.
- Pavel Bourychkine.
- Constantin Mazourine.
- Sergueï Morozov (ru).

### Savants
- Sergueï Bakhrouchine, historien.
- Igor Grabar, peintre et historien de l'art.
- Mikhaïl Katkov, juriste, professeur.
- Ioulian Koulakovski, traducteur et historien.

### Autres
- Alexis Ier de Moscou, patriarche
- Alexandre Golovine, artiste